# Singapore Women's Open 1986
Singapore Women's Open 1986 — жіночий тенісний турнір, що проходив на закритих кортах з твердим покриттям у Сінгапурі. Належав до турнірів 1-ї категорії в рамках Світової чемпіонської серії Вірджинії Слімс 1986. Турнір відбувся вперше і тривав з 20 жовтня до 26 жовтня 1986 року. Шоста сіяна Джиджі Фернандес здобула титул в одиночному розряді.

## Фінальна частина

### Одиночний розряд
Джиджі Фернандес —  Мерседес Пас 6–4, 2–6, 6–4
- Для Фернандес це був перший титул в одиночному розряді за кар'єру.

### Парний розряд
Анна-Марія Фернандес /  Джулі Річардсон —  Сенді Коллінз /  Шерон Волш 6–3, 6–2
- Для Фернандес це був перший титул в парному розряді за сезон і 3-й — за кар'єру. Для Річардсон це був перший титул в парному розряді за сезон і 2-й - за кар'єру.